# Malá Syrta
Malá Syrta též Gábeský záliv (arabsky خليج قابس ḫalīǧ qābis‎), ve starověku jej Plinius starší uváděl jako Syrtis Minor, je záliv Středozemního moře na severu Afriky o rozloze asi 100×100 km. Tvoří východní pobřeží Tuniska, dále na východ je záliv Velká Syrta. Největším ostrovem v zálivu je Džerba na jihovýchodě a ostrovy Kerkennah na severovýchodě, největší přístavy jsou Sfax a Gábes. Záliv se vyznačuje velkým rozdílem hladiny při přílivu a odlivu (až 2,5 m).